# Koninkrijk Galicië
Het koninkrijk Galicië was een politieke eenheid die ontstond in de 10e eeuw in het Noordwesten van het Iberisch Schiereiland. Op zijn hoogtepunt besloeg het bijna het hele noordwesten van het Iberisch Schiereiland. Het werd gesticht door koning Hermeric van de Sueben in 409. De hoofdstad van dit Suevenrijk werd gevestigd in Braga.
Het grootste deel van zijn bestaan was Galicië verenigd met het aangrenzende koninkrijk León, waar de macht lag; de twee vorstendommen worden samen ook wel León-Galicië of Galicië-León genoemd.

## Etymologie
Gallaecia was de naam van de Romeinse provincie die lag ten noorden van de rivier de Duero en ten westen van de rivier Pisuerga. De streek werd door de Romeinen vernoemd naar de Keltische bewoners, in het Grieks: Kallaikoi, in het Latijn: Callaici, Callaeci of Gallaeci, die zich in deze streek vestigden vóórdat de Romeinen vanaf 138/137 voor Chr. de streek bezetten.
Vanaf de vijfde eeuw na Chr. werd de naam Galliciense Regnum door Hydatius en Gregorius van Tours gebruikt voor aanduiden van het koninkrijk van de Sueben, dat zich bevond in het noordwesten van het Iberisch Schiereiland en het noordwesten van Hispania Lusitania ( kortweg Lusitania).

## Geschiedenis

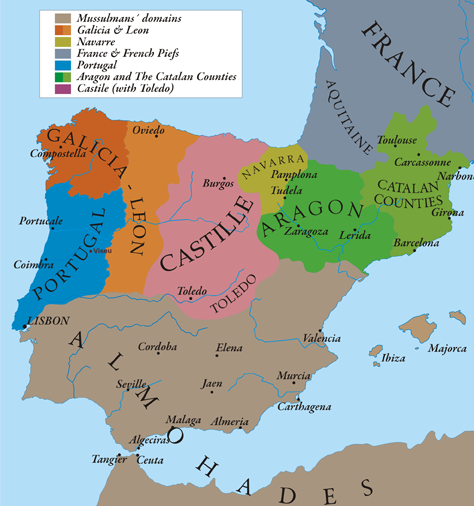
Galicië-León in 1210.

Het koninkrijk Galicië bestond vanaf de tiende eeuw. In het jaar 910 verdeelde koning Alfons III van Asturië bij zijn dood zijn koninkrijk tussen zijn drie zonen, García, Ordoño en Fruela, waarbij aan zoon Ordoño het gebied van Galicië ten deel viel. Deze Ordoño II was getrouwd met de Galicische prinses Elvira Menéndez, wat zijn recht op deze erfenis versterkte.
Toen Ordoño's broer, García I van León (870-914) stierf, erfde Ordoño het koninkrijk van León, en werden de koninkrijken Galicië en Léon samengevoegd. 
Tot aan 999 werd Galicië geregeerd door koningen uit deze dynastie. Daarna werd het ingelijfd bij het koninkrijk León. In 1065 werd het koninkrijk van León gesplitst en regeerde García I, zoon van Ferdinand I van Castilië en Sancha I van León uit het huis van Jimena. Deze Jimena-lijn regeerde tot aan het einde van het koninkrijk van Alfons VII van Castilië in 1157.
In de strijd om de troon tussen Juana de Beltraneja en Isabella I van Castilië, kreeg de Portugese koning Alfons V (1432-1481) het koninkrijk Galicië in handen (1475-1479). Na de slag bij Toro in 1479 werd het koninkrijk Galicië definitief bij Castilië gevoegd en werd het bestuurd door een gouverneur. 
De titel koning van Galicië is nog steeds een van de titels van de huidige Spaanse koning.